# Vera Moskalyuk
Vera Moskalyuk (russe : Вера Сергеевна Москалюк), née le 10 novembre 1981 à Stryzhivka, est une judokate russe.

## Palmarès international en judo
| Championnats d'Europe | Championnats d'Europe | Championnats d'Europe |
| Année                 | Médaille              | Catégorie             |
| --------------------- | --------------------- | --------------------- |
| 2006                  | or                    | –78 kg                |
| 2007                  | argent                | –78 kg                |
| 2008                  | argent                | –78 kg                |